# Елшица
Елшица (болг. Елшица) — село в Болгарии. Находится в Пазарджикской области, входит в общину Панагюриште. Население составляет 809 человек.

## Политическая ситуация
В местном кметстве Елшица, в состав которого входит Елшица, должность кмета (старосты) исполняет Петыр Стоянов Чуненски (коалиция в составе 2 партий: Болгарская социалистическая партия (БСП), Объединённый блок труда (ОБТ)) по результатам выборов.
Кмет (мэр) общины Панагюриште — Георги Илиев Гергинеков (коалиция в составе 2 партий: Болгарская социалистическая партия (БСП), Объединённый блок труда (ОБТ)) по результатам выборов.